# 得法小経
『得法小経』（とくほうしょうきょう、巴: Cūḷadhammasamādāna-sutta, チューラダンマサマーダーナ・スッタ）とは、パーリ仏典経蔵中部に収録されている第45経。『小法受経』（しょうほうじゅきょう）、『小受法経』（しょうじゅほうきょう）とも。
類似の伝統漢訳経典としては、『中阿含経』（大正蔵26）の第174経「受法経」がある。
釈迦が、比丘たちに仏法を説いていく。

## 日本語訳
- 『南伝大蔵経・経蔵・中部経典2』（第10巻） 大蔵出版
- 『パーリ仏典 中部（マッジマニカーヤ）根本五十経篇II』 片山一良訳 大蔵出版
- 『原始仏典 中部経典2』（第5巻） 中村元監修 春秋社